# ヘスス・ガルシア・サンフアン
ヘスス・ガルシア・サンフアン（Jesús García Sanjuán、1971年8月22日 - ）は、スペイン・サラゴサ出身の元サッカー選手。ポジションはMF。
アラゴン州選抜の経験がある。2試合に出場して1得点した。

## 経歴
1991年4月24日、スポルティング・ヒホン戦でデビューした。1994年のコパ・デル・レイでは決勝でセルタ・デ・ビーゴにPK戦の末に優勝した。1995年のUEFAカップウィナーズカップではパリで開催された決勝でアーセナルFCに勝利し、初優勝した。1997年にはイングランドのウルヴァーハンプトン・ワンダラーズFCにレンタル移籍したが、リーグ戦4試合とカップ戦3試合のみの出場だった。
1998年、セグンダ・ディビシオンのビジャレアルCFに出場した。プリメーラ昇格のためのプレーオフに臨んだが、セビージャFCに敗れた。その後、同じくセグンダ・ディビシオンのコルドバCFを経て、スコットランドに渡った。キルマーノックFCでは主にスイーパーのポジションで2シーズンの間プレーし、2003年に現役引退した。

## 所属クラブ
- 1990-1998  レアル・サラゴサ

→ 1997  ウルヴァーハンプトン・ワンダラーズFC (loan)
- 1998-1999  ビジャレアルCF
- 1999-2000  コルドバCF
- 2000-2001  エアドリーオニアンズFC
- 2001-2003  キルマーノックFC

## タイトル
レアル・サラゴサ
- コパ・デル・レイ 1994
- UEFAカップウィナーズカップ 1995